# Vap
Pour les articles homonymes, voir VAP.

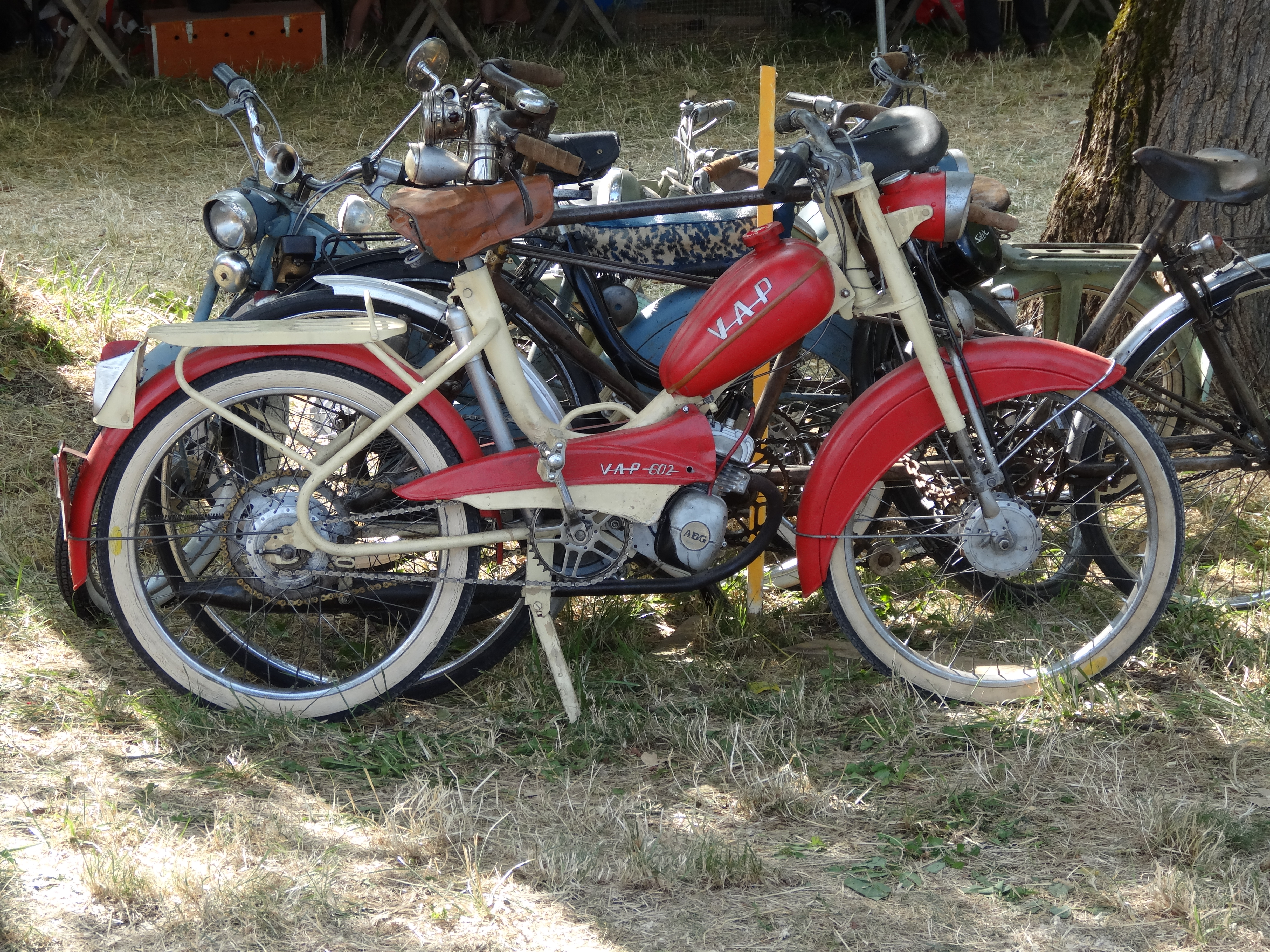
Un vélomoteur VAP 602.

Vap est à la base le nom d'un moteur de 53 cm3 créé par la société ABG. 

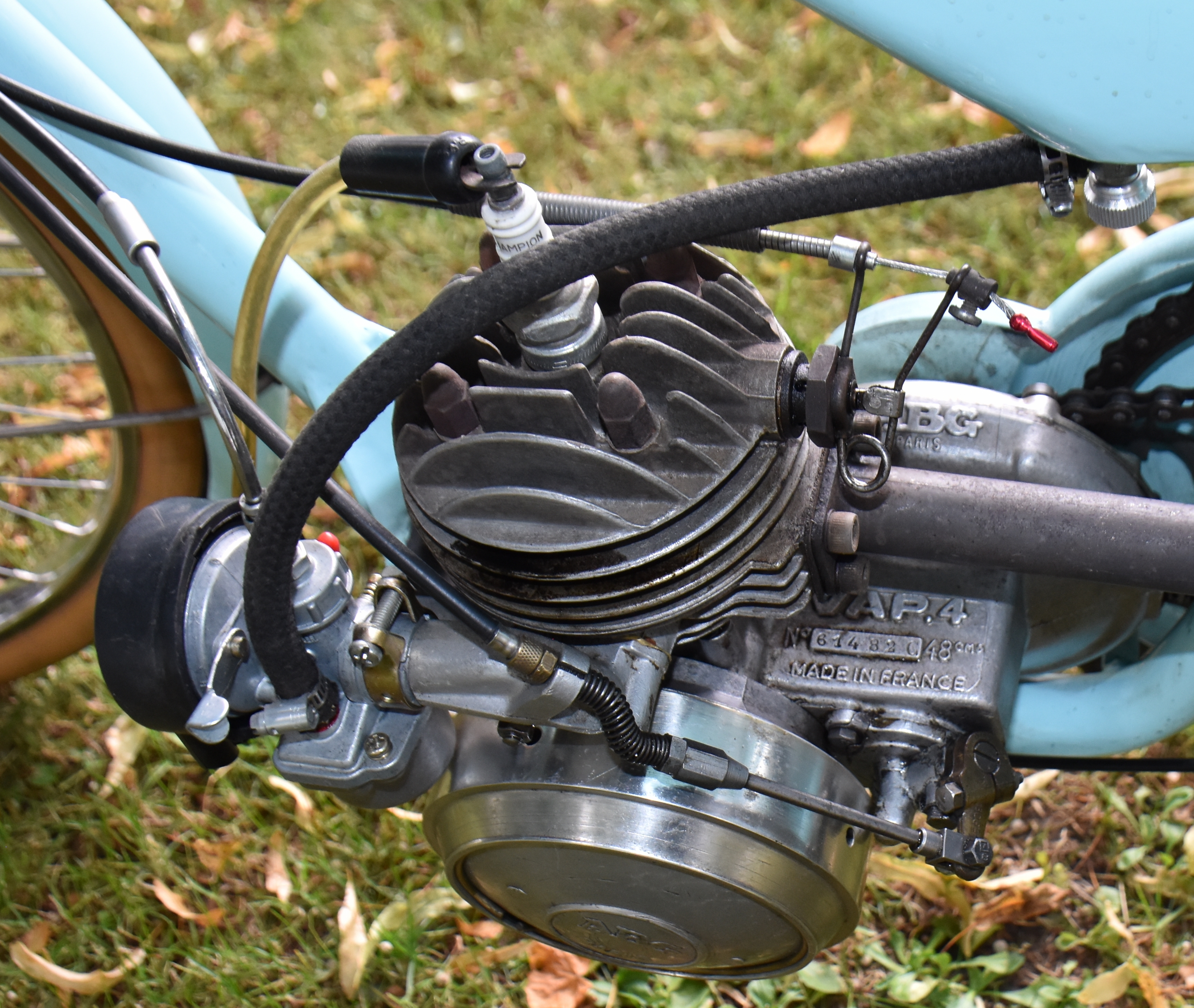
Moteur VAP de 48 cm3 installé sur un cyclomoteur de marque William.

La société ABG (réunion des sociétés ARIES, La Bougie BG et de la SFEDR) devenue la SA ABG fut le plus grand constructeur français de moteurs auxiliaires ainsi que le troisième constructeur de cyclomoteurs de la fin de la Seconde Guerre mondiale à la fin des années 1960. Elle n’eut de cesse de vouloir concurrencer la célèbre Mobylette de Motobécane et l'intouchable VéloSolex de la SACEM. Important sous-traitant aéronautique à l’expertise reconnue,
ABG devint aussi le motoriste VAP à la réputation européenne qui équipera les cyclomoteurs et vélomoteurs de très nombreux assembleurs.